# GPER
گیرندهٔ ۱ استروژن جفت‌شونده با پروتئین جی (انگلیسی: G protein-coupled estrogen receptor 1) یا به اختصار «GPER» که با نام «گیرندهٔ ۳۰ جفت‌شونده با پروتئین جی» (GPR30) هم شناخته می‌شود، یک پروتئین است که در انسان توسط ژن «GPER» کُدگذاری می‌شود. این گیرنده با اتصال به هورمون جنسی استرادیول فعال شده و مسئولِ بروزِ برخی از اثرات فوریِ غیر ژنومی این هورمون در سلول‌هاست. جایگاه این گیرنده در غشاء سلولی است اما بیشتر در شبکه آندوپلاسمی قابل ردیابی است.

## لیگاند
این گیرنده تنها به استرادیول اتصال می‌یابد و سایر استروژن‌های درون‌زاد نظیر استرون، استریول یا سایر استروئیدهای درون‌زاد مثل پروژسترون، تستوسترون و کورتیزول نمی‌توانند به آن وصل شوند. با آنکه این گیرنده به‌طور بالقوه در پیام‌دهی آلدوسترون نقش دارد، اما هیچگونه اتصال قابل توجهی با آلدوسترون ندارد. نیاسین و نیکوتینامید در محیط‌های کشت تمایل اتصالیِ بسیار ضعیفی با این گیرنده دارند. سیتوکین CCL18 یک آنتاگونیست درون‌زاد برای گیرندهٔ GPER است.

## عملکرد
این گیرنده، عضوی از خانوادهٔ گیرنده‌های جفت‌شونده با پروتئین جی شبه رودوپسین است که در غشاء سلولی جای دارد. در اثرِ اتصال به استرادیول، این گیرنده سبب تحرک یون‌های کلسیم درون‌سلولی و ساخت مادهٔ فسفاتیدیل‌اینوزیتول (۳٬۴٬۵) تری‌فسفات در هستهٔ سلول می‌شود که نتیجهٔ آن پیام‌دهی (سیگنالینگ) غیر ژنومی و فوری در بافت‌هاست. در جوندگان، بیشترین میزانِ این پروتئین در هیپوتالاموس، هیپوفیز، مغز غده فوق کلیوی، مغز کلیه و فولیکول‌های تخمدان مشاهده شده‌است.

## اهمیت در سرطان
اگرچه در آغاز تصور می‌کردند که پیام‌دهی این گیرنده در رشد تومور در سرطان پستان نقش دارد، اما پژوهش‌ها و بررسی‌های بعدی نشان داد که پیام‌دهی استروژن‌های غیرکلاسیک در واقع خاصیت ضدسرطانی (سرکوب‌کنندگی) در پستان دارند. همچنین این گیرندهٔ خاصیت سرکوب‌کنندگی تومور در سرطان روده بزرگ، سرطان مخاط رحم، تومور سلول لایدیگ (نوع خاصی از سرطان بیضه و سرطان تخمدان)، سرطان ریه از نوع غیرِ سلولِ کوچک، سرطان معده، سرطان کبد، ملانوما، استئوسارکوما، سرطان تخمدان و سرطان پروستات را داراست.